# Mancomunidad Puente La Unión
La mancomunidad Puente La Unión es una agrupación administrativa de municipios en la provincia de Salamanca, Castilla y León, España.

## Municipios
- La Alameda de Gardón
- Aldea del Obispo
- La Bouza
- Carpio de Azaba
- Castillejo de Martín Viejo
- Espeja
- Fuentes de Oñoro
- Gallegos de Argañán
- Puerto Seguro
- Saelices el Chico
- Villar de Argañán
- Villar de Ciervo
- Villar de la Yegua